# Куп'єваха (станція)
Куп'єваха — проміжна залізнична станція Сумської дирекції Південної залізниці на електрифікованій лінії Тростянець-Смородине — Люботин між станціями Губарівка та Спицин. Розташована в селищі Улянівка Богодухівського району Харківської області.

## Пасажирське сполучення
На станції Куп'єваха зупиняться приміські поїзди Сумського та Люботинського напрямків.